# 肖琦
肖琦（1972年5月—），女，汉族，山东烟台人，中华人民共和国政治人物。现任西安市人民政府副市长。第十四届全国政协委员。